# Narcís Vinyoles
Narcís Vinyoles (entre 1442 i 1447 - 1517) fou un poeta, advocat i polític de València.
Va ser nomenat dues vegades per a ostentar el càrrec de justícia civil, el jutge suprem de les causes civils, i el 1495, el rei Ferran II el va recomanar per a justícia criminal. Després d'enviudar es va casar en 1490 i 1493 amb Brianda de Santàngel, neboda del banquer Luis de Santángel que va finançar el viatge de Cristòfor Colom. Va estar molt vinculat a la comunitat jueva conversa i amb la petita noblesa valencianes.
Vinyoles parlava amb fluïdesa el català, el castellà, el llatí i l'italià, fins i tot componia poemes en italià. Tot i que era catalanoparlant nadiu, va lloar el castellà net, elegant i graciós».
És un dels autors de Scachs d'amor o Escacs d'amor, un poema basat en una partida d'escacs on ell (com a Venus) va agafar les peces negres (verdes al poema) i va perdre amb Francesc de Castellví (com a Mart, jugant de vermell o blanc), mentre que Bernat Fenollar (com a Mercuri) comenta i estableix les normes. És el primer joc documentat jugat amb les regles modernes dels escacs, almenys pel que fa als moviments de la dama i de l'alfil.